# Epimecis virginiaria
Epimecis virginiaria är en fjärilsart som beskrevs av Pieter Cramer 1780. Epimecis virginiaria ingår i släktet Epimecis och familjen mätare. Inga underarter finns listade i Catalogue of Life.

## Bildgalleri

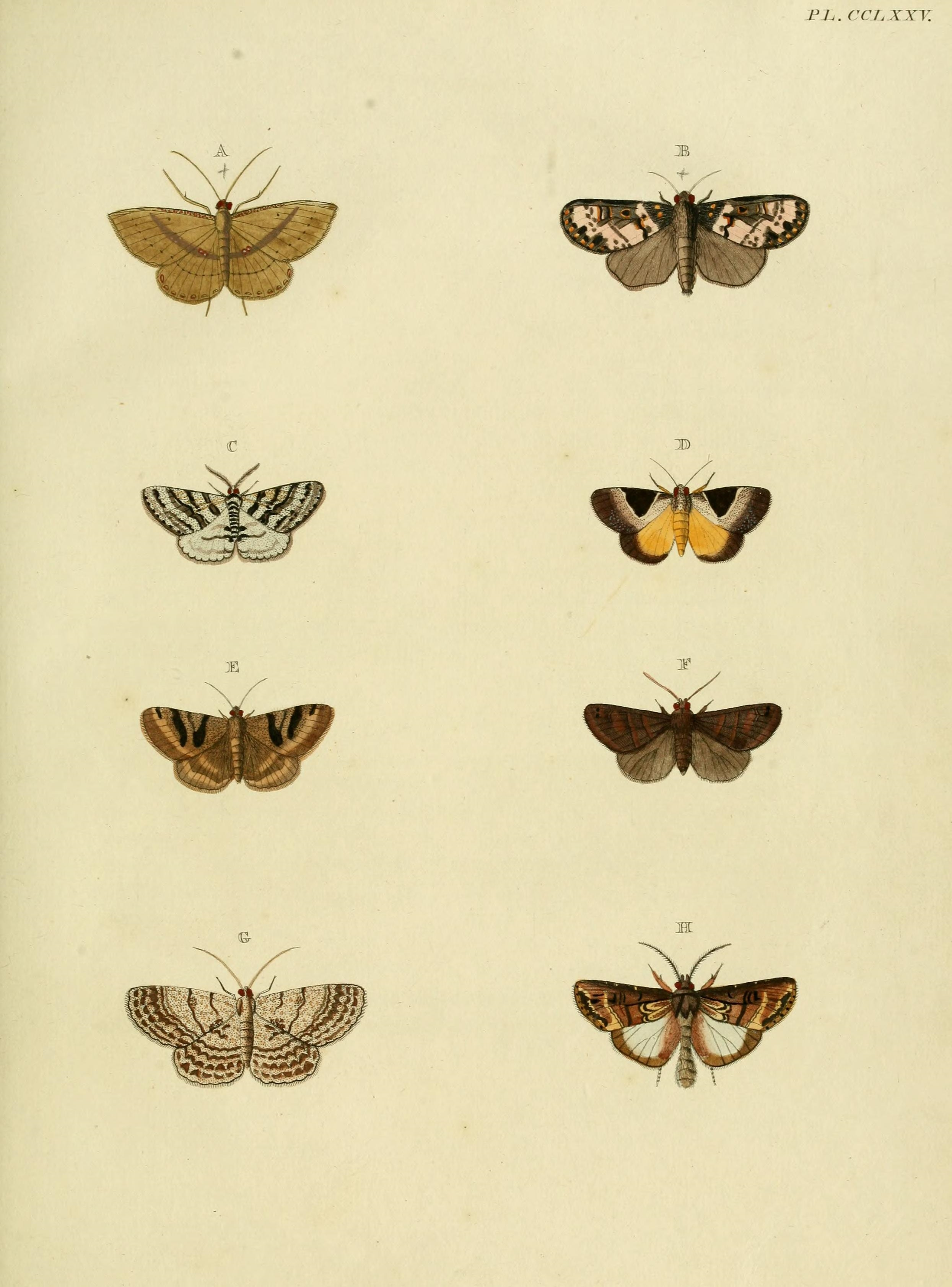